# Attentat de Beyrouth du 15 décembre 1981
Le 15 décembre 1981, le groupe Islamiste Chiite al-Dawa perpétue un attentat à la voiture piégée ciblant l'ambassade d'Irak à Beyrouth, au Liban. L'explosion détruit l'ambassade et tue 61 personnes, y compris l'ambassadeur d'Irak au Liban, et en blesse 110 autres.
L'attaque est considérée par beaucoup comme le second attentat-suicide à la bombe moderne et annonciatrice des attaques contre l'ambassade américaine et contre les militaires américains et français commises à Beyrouth deux ans plus tard.

## Explosion
Le 15 décembre 1981, une voiture remplie avec environ 100 kilos d'explosifs est conduite dans le bâtiment de l'ambassade d'Irak à Beyrouth par un kamikaze. L'explosion dévaste le bâtiment, tue 61 personnes, dont l'ambassadeur Abdul Razzak Lafta, et en blesse plus de 100 autres.
Belqis al-Rawi, l'épouse irakienne du poète syrien Nizar Qabbani, qui travaille pour la section culturelle de l'ambassade, est également tuée dans l'attaque.